# Hany Atiyo
Hany Atiya Ramadan (ur. 8 listopada 1983 roku) – egipski bokser wagi półciężkiej, były zawodowy mistrz Afryki.

## Kariera zawodowa
20 lutego 2009 Hany Atiyo stoczył swój pierwszy pojedynek w boksie zawodowym. W 2 rundzie przez techniczny nokaut pokonał Sayeda Ablaziza.
24 sierpnia 2011 Egipcjanin w swej dziesiątej zawodowej walce zmierzył się z rodakiem Mahmoudem Suleimanem o tytuł zawodowego Mistrza Egiptu wagi półciężkiej. Po 12-rundowym pojedynku Atiyo zwyciężył na punkty.
14 października 2011 Hany Atiyo pokonał w 5 rundzie przez techniczny nokaut reprezentanta Burkina Faso Boniface'a Kabore'a, zdobywając tytuł Mistrza Afryki.
26 listopada Hany Atiyo miał zmierzyć się z Polakiem Aleksem Kuziemskim o tytuł Mistrza Świata kategorii półciężkiej, federacji WBF, jednak z powodu kontuzji musiał wycofać się z pojedynku, a w jego miejsce anonsowany został Doudou Ngumbu.
27 stycznia Atiyo obronił tytuł zawodowego Mistrza Egiptu, pokonując po 12 rundach jednogłośnie na punkty, Mazura Ali.
6 kwietnia 2012 Hany Atiyo przegrał w 11 rundzie przez techniczny nokaut z Joeyem Vegasem, tracąc tym samym tytuł zawodowego Mistrza Afryki. Była to pierwsza porażka w karierze Egipcjanina.
25 lipca 2012 powrócił na ring. Zmierzył się z Egipcjaninem Ramadanem Mahmoudem, którego zastopował w 5 starciu, uzyskując w chwili przerwania walki przewagę punktową (40-36, 40-36, 40-36).
30 marca 2013 r. zmierzył się z Adelem Faragalym. Atiyo zwyciężył przez techniczny nokaut w 2. rundzie, zdobywając mistrzostwo Egiptu w wadze półciężkiej.